# Inženjering znanja
Inženjering znanja je inženjerska disciplina koja podrazumeva integraciju znanja u kompjuterski sistem s ciljem rešavanja kompleksnih problemskih zadataka koji inače zahtevaju visok nivo ljudske stručnosti.
Inženjering znanja je predmet istraživanja u području veštačke inteligencije, koji se bavi izradom sistema zasnovanih na znanju (eng. KBS - Knowledge-based systems). Takvi su sistemi definisani kao računarski programi koji sadrže široki spektar znanja, pravila i mehaničkih rezonanci radi rešavanja stvarnih problema, zamenjujući ljudske stručnjake.
Osnovni oblik sistema zasnovanih na znanju su ekspertni sistemi (eng. ES - Expert systems) čija je svrha oponašanje rezonantnih procesa stručnjaka. Takvi sistemi imaju mogućnost obavljanja stručnjakovih poslova kroz duži vremenski period. Tipični primeri ekspertnih sistema uključuju dijagnoze bakterijskih infekcija, savetovanje u istraživanju mineralnih sirovina.